# Arcidiocesi di Pelusio
L'arcidiocesi di Pelusio (in latino Archidioecesis Pelusiotana) è una sede soppressa e sede titolare della Chiesa cattolica.

## Storia
Pelusio, identificabile con le rovine di Tell el-Farama, è l'antica sede metropolitana della provincia romana dell'Augustamnica Prima nella diocesi civile d'Egitto e nel patriarcato di Alessandria.
Le Quien elenca 14 diocesi suffraganee di Pelusio: Setroe, Tanis, Tmui, Rinocorura, Ostracine, Facusa, Casio, Afneo, Efesto, Panefisi, Bara, Tenneso, Gera e Sela. A queste, gli Annuari pontifici aggiungono le sedi di Damiata e di Sata.
Diversi sono i vescovi documentati di quest'antica sede egiziana. Il primo è Doroteo, che prese parte al concilio di Nicea del 325. Contemporaneamente la sede era occupata da Callinico, vescovo meleziano, il cui nome appare nella lista, trasmessa da Atanasio di Alessandria, dei vescovi che Melezio di Licopoli inviò all'arcivescovo Alessandro di Alessandria all'indomani del concilio niceno. È probabile che Callinico abbia ad un certo punto abbandonato l'eresia, e sia succeduto, come vescovo cattolico di Pelusio, a Doroteo, morto tra il 325 e il 331. Ma ben presto ritornò alla fede ariana; infatti, attorno al 335, fu deposto da Atanasio e sostituito sulla sede di Pelusio da Marco. Callinico è ancora menzionato tra i vescovi meleziani al concilio di Tiro del 335, e tra i firmatari della lettera dei vescovi riuniti a Filippopoli, dopo aver lasciato il concilio di Sardica nel 343 circa.
A metà del IV secolo è noto un altro vescovo ariano di Pelusio, Pancrazio, consacrato da Giorgio di Cappadocia, usurpatore ariano di Alessandria, con il quale fu presente ai concili di Sirmio nel 357 e di Seleucia nel 359. Sul finire del secolo visse il vescovo Ammonio, all'epoca dell'imperatore Teodosio I († 395), di cui parlano Palladio di Galazia, nella vita di San Giovanni Crisostomo, e Isidoro di Pelusio nelle sue lettere.
A metà del V secolo la sede di Pelusio era occupata da Eusebio, che prese parte al concilio di Efeso del 431, tra i sostenitori di Cirillo di Alessandria. In seguito tuttavia Eusebio passò alla causa monofisita e nel 457, assieme a Pietro di Maiuma, procedette alla consacrazione di Timoteo Eluro come nuovo patriarca di Alessandria, qualche giorno prima dell'assassinio del patriarca regnante Proterio.
Nella vita di san Saba è menzionato il vescovo Giorgio, che visse all'epoca del patriarca Zoilo di Alessandria (540-551). I successivi vescovi documentati dalle fonti appartennero alla Chiesa ortodossa copta: Mosé (menzionato in un calendario liturgico etiope e attribuito al VII secolo); e Epimaco (VIII secolo).
Dal XIX secolo Pelusio è annoverata tra le sedi arcivescovili titolari della Chiesa cattolica; la sede è vacante dal 10 aprile 1965.

## Cronotassi

### Vescovi residenti
- Doroteo † (menzionato nel 325)
  - Callinico † (prima del 325 - dopo il 343) (vescovo meleziano)
- Marco ? † (menzionato nel 335 circa)
  - Pancrazio † (prima del 357 - dopo il 359) (vescovo ariano)
- Ammonio † (prima del 395)
  - Eusebio † (prima del 431 - dopo il 457) (vescovo monofisita)
- Giorgio † (metà del VI secolo)
  - Mosé † (VII secolo) (vescovo monofisita)
  - Epimaco † (VIII secolo) (vescovo monofisita)

### Vescovi titolari
- José Sadoc Alemany y Conill, O.P. † (20 marzo 1885 - 14 aprile 1888 deceduto)
- Guido Corbelli, O.F.M. † (9 ottobre 1888 - 22 giugno 1896 nominato arcivescovo, titolo personale, di Cortona)
- Giovanni Nepomuceno Glavina † (3 dicembre 1896 - 10 novembre 1899 deceduto)
- Alphonse-Martin Larue † (14 dicembre 1899 - 1º maggio 1903 deceduto)
- Theodor Kohn † (10 giugno 1904 - 3 dicembre 1915 deceduto)
- John Francis Regis Canevin † (9 gennaio 1921 - 22 marzo 1927 deceduto)
- Plácido Ángel Rey de Lemos, O.F.M. † (30 luglio 1927 - 12 febbraio 1941 deceduto)
- José Ignacio López Umaña † (15 marzo 1942 - 13 novembre 1943 succeduto arcivescovo di Cartagena)
- Patrick Mary O'Donnell † (9 dicembre 1948 - 10 aprile 1965 succeduto arcivescovo di Brisbane)